# Liste der Naturdenkmale in Wetzlar
Die Liste der Naturdenkmale in Wetzlar nennt die in der Stadt Wetzlar im Lahn-Dill-Kreis gelegenen Naturdenkmale. 2022 sind in Wetzlar nur Bäume und Baumgruppen als Naturdenkmal ausgewiesen. Zuständig ist die Untere Naturschutzbehörde der Stadt Wetzlar.
| Bild            | Bezeichnung           | Ortsteil, Lage                                        | Beschreibung                                                                                           | Art            | Nr. |
| --------------- | --------------------- | ----------------------------------------------------- | --- | -------------- | --- |
| Fotos hochladen | 1 Linde               | Blasbach 50° 36′ 36″ N, 8° 31′ 7″ O                   | Einzelbaum. Neben der Kirchtreppe in Wetzlar-Blasbach                                                  | Linde          |     |
| Fotos hochladen | 3 Kastanien / 1 Weide | Dutenhofen 50° 34′ 0,1″ N, 8° 36′ 0,7″ O              | Neben der Lahnbrücke am Verbindungsweg von Atzbach nach Dutenhofen                                     | Kastanie/Weide |     |
| BW              | 1 Eiche               | Garbenheim 50° 34′ 0,8″ N, 8° 31′ 51,2″ O             | Garten der Gaststätte „Henopp“ in Wetzlar-Garbenheim                                                   | Eiche          |     |
| BW              | 3 Linden              | Garbenheim 50° 33′ 48,6″ N, 8° 31′ 53,4″ O            | Junkersgrund bzw. Ritterkaut in Wetzlar-Garbenheim                                                     | Linde          |     |
| Fotos hochladen | 1 Linde               | Hermannstein 50° 34′ 50,2″ N, 8° 28′ 57,1″ O          | Am Kleinaltenstädter Fußpfad, östlich neben der Autobahnbrücke der A 480 über die Dill in Hermannstein | Linde          |     |
| BW              | 1 Hainbuche           | Nauborn, Kirchgasse 3 50° 31′ 55,2″ N, 8° 29′ 29,4″ O | Einzelbaum. Pfarrgarten Nauborn                                                                        | Hainbuche      |     |

## Belege
1. ↑  
Naturdenkmäler. www.wetzlar.de, abgerufen am 7. Februar 2022.

- Karte mit allen Koordinaten:
- OSM |
- WikiMap